# Seznam indonezijskih skladateljev
Seznam indonezijskih skladateljev.
- - Gesang Martohartono (r. 1917)
  - Pak Cokro
  - Sapto Raharjo (r. 1955)
- Bali
  - I Gede Manik
  - I Ketut Partha
  - I Made Arnawa
  - I Made Subandi
  - I Nyoman Maria
  - I Nyoman Windha
  - I Wayan Berata
  - I Wayan Rai
- Sunda
  - Harry Roesli (r. 1952),
  - Dody Satya Ekagustdiman (r. 1961)
  - Nano S. (b. 1944)
  - Suhendi Afryanto (r. 1962)